# 1722 az irodalomban
Az 1722. év az irodalomban.

## Új művek

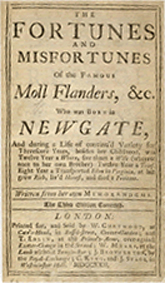
A Moll Flanders címlapja (1722)

- Daniel Defoe regénye: Moll Flanders örömei és viszontagságai (The Fortunes and Misfortunes of the Famous Moll Flanders.)

### Színházi bemutatók
- Ludvig Holberg első vígjátéka az akkor alapított első dán színház számára: Den Politiske Kandestøber (A politikus csizmadia).

## Születések
- december 3. – Hrihorij Szavics Szkovoroda ukrán költő, pedagógus, filozófus († 1794)

## Halálozások
- március 11. – John Toland angol materialista filozófus és író (* 1670)